# 約翰·愛德蒙·高福
約翰·愛德蒙·高福爵士 VC KCB CMG（1871年10月25日—1915年2月22日），19世紀末至20世紀初的英國陸軍準將。